# Osci
     Ligures
     Veneti
     Etrusci
     Piceni
     Umbriani
     Latini
     Osci
     Samniți
     Messapii
     Greci

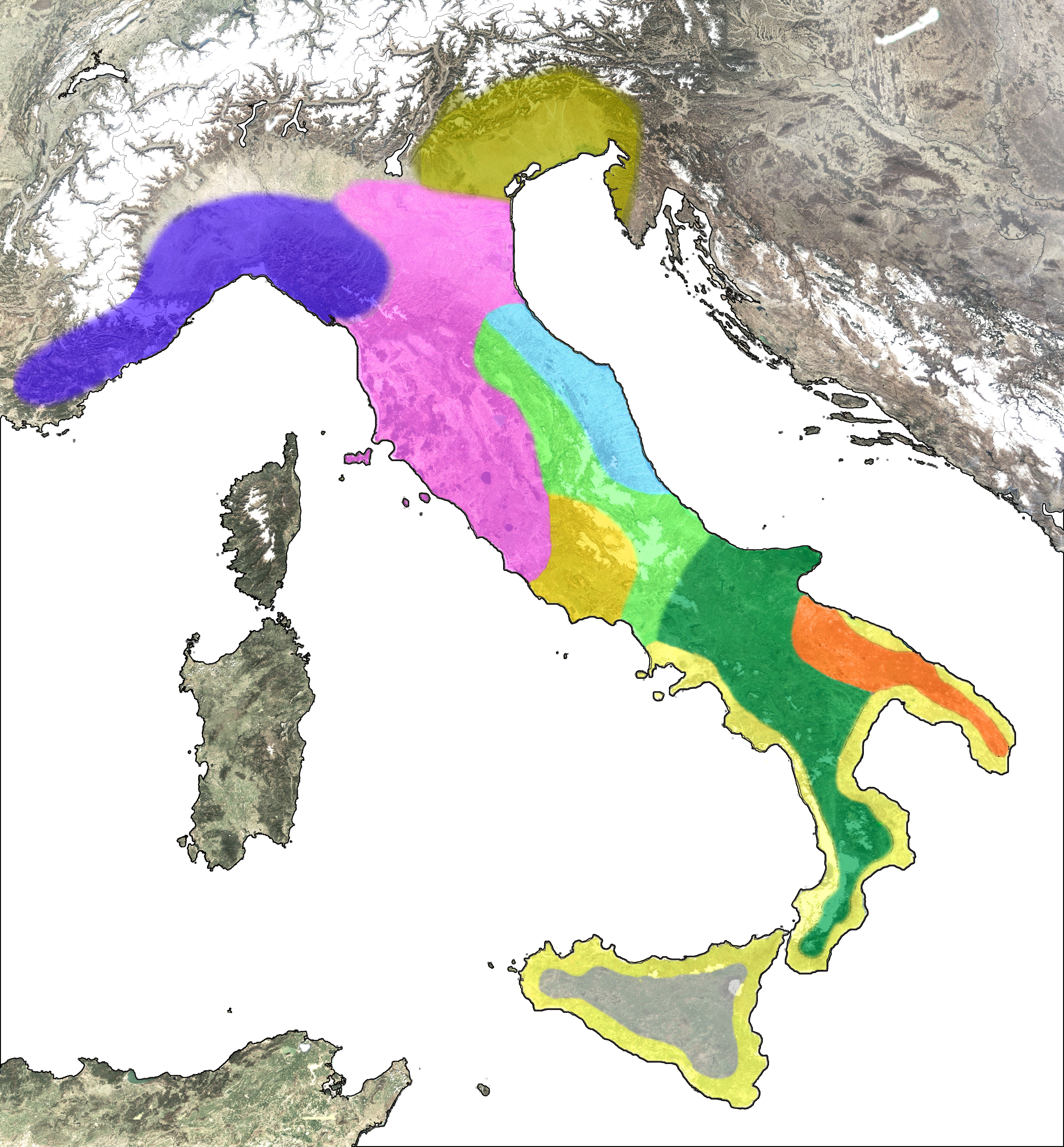
Grupuri în cadrul peninsulei italice.
Ligures
Veneti
Etrusci
Piceni
Umbriani
Latini
Osci
Samniți
Messapii
Greci

Oscii (în latină Osci sau Opsci) erau un popor indoeuropean din  vechea Italie, a cărui origine rămâne necunoscută și care a ocupat partea meridională a peninsulei.
Numele lor de Opsci vine de la numele zeiței fertilității Ops.

## Origini
Se crede că popularea Peninsulei Italice de către indoeuropeni s-a făcut în două valuri: un prim val în mileniul al II-lea î.Hr.: italioții, care au fondat între altele civilizația Terramarilor sau terramaricolă, iar cel de-al doilea val spre anul 1000 î.Hr., care a întemeiat civilizația cunoscută sub numele de cultura villanoviană. Primului dintre valuri i-ar corespunde lingvistic subgrupul de limbi italice: latină-faliscă-siculă, iar celui de-al doilea val i-ar corespunde grupul sabellic osc-umbrian, ceea ce explică ecarturile constatate dintre limba oscă și limba latină.

## Istorie
Stabiliți în Campania preromană spre sfârșitul secolului al V-lea î.Hr., oscii au adoptat alfabetul etrusc, iar în secolul al V-lea î.Hr., au fost supuși de samniți. Împreună cu aceștia, vor fi încorporați în Republica Romană, după Bătălia de la Sentinum (295 î.Hr.) din al Treilea Război Samnit.

## Statul osc
Nu putem vorbi de un stat osc propriu-zis.
Într-adevăr, nu s-a găsit nicio urmă a unei puteri centrale, ci mai degrabă ale unor federații osce (în număr de trei).
Orașul Capua, spre anul 216 î.Hr., era un oraș cu mare influență care, pentru un timp, a dominat federația oscă, depășid în acel moment chiar Roma.

## Modul de viață
Organizarea familială era de tip patriarhal.
Oscii locuiau în colibe și foloseau vase de argilă, făcute cu mâna, uscate la soare sau la foc. Aceste vase erau uneori decorate înaintea uscării / arderii lor cu desene lineare trasate cu un vârf ascuțit ori cu ajutorul altor obiecte care permiteau imprimarea sau incizia. Aceste ceramici rudimentare constituie mărturia tehnicilor din Epoca neolitică. 
Principala lor activitate economică era agricultura. Oscii foloseau mijloace primitive și cultivau mici parcele, în apropierea colibelor lor. Unitatea de măsură de suprafață era vorsus, care echivala cu 8640 picioare pătrate romane. Această informație i-a permis lui Heinrich Nissen să evalueze piciorul osc la 0,2749 metri.
Creșterea vitelor trebuie să fi fost și ea practicată, cât și pescuitul de-a lungul coastelor și în râuri. Se găsesc urme ale pescuitului mulțumită descoperirilor blide decorate, în cursul ultimelor cercetări arheologice.
Pentru cei decedați, oscii practicau înhumarea. Mormintele erau din tuf, cu sicriu, din pământ ars, sau colibă. Lipsea conceptul de necropolă. De aceea mormintele erau aliniate de-a lungul potecilor care legau diferitele locuințe.

## Limba oscă
Limba oscă este apropiată de limba latină, având structura gramaticală comună. 